# Вилхелм Фуртвенглер
Вилхелм Фуртвенглер (на немски: Wilhelm Furtwängler, 25 януари 1886 – 30 ноември 1954) е германски диригент и композитор.

## Биография
Фуртвенглер е роден в Берлин във видно семейство. Неговият баща Адолф е археолог, майка му – художничка, брат му Филип – математик. По-голямата част от детството си прекарва в Мюнхен, където баща му преподава в университета. Дадено му е музикално образование от много ранна възраст. Култивира силна обич към Бетовен, с чиято музика остава тясно свързан през целия си живот. Макар че неговата известност след смъртта му се дължи на работата му като диригент, той е бил и композитор и е смятал себе си предимно за такъв, особено като се има предвид, че е хванал палката за първи път, за да може да дирижира собствените си композиции.
По време на своя диригентски дебют Фуртвенглер е написал няколко музикални композиции, които не са били добре приети и това, заедно с финансовата несигурност на кариерата като композитор, го накарва да се концентрира върху дирижирането. На своя първи концерт той предвожда Оркестър Кайм (днешния Мюнхенски филхармоничен оркестър) в изпълнението на 9-а симфония на Антон Брукнер. Последователно заема диригентски постове в Мюнхен, Любек, Манхайм, Франкфурт и Виена (през това време е хвален от пресата като „чудото Фуртвенглер“ /Das Wunder Furtwängler/) преди да си осигури работа в Берлинската щатскапела през 1920 и в Лайпцигския гевандхаус оркестър през 1922 година, където наследява Артур Никиш и престижната Берлинска филхармония. По-късно става музикален директор на Виенския филхармоничен оркестър, на Фестивала в Залцбург и Фестивала в Байройт, установен от самия Вагнер, считан за короната на германската култура – това са най-високите постове за диригент по онова време.
Към края на войната, под силния натиск на Нацистката партия, Фуртвенглер емигрира в Швейцария. По време на този тежък за него период, той композира Симфония номер 2 в Е moll, която се счита за неговата най-значима творба. Започва работа върху симфонията през 1944 година и продължава до 1945 година. Премиерата се е състояла през 1948 година с Берлинската филхармония под неговото диригентство.
Фуртвенглер подновява представянето и записването след войната и остава популярен диригент в Европа, макар че винаги остава някак в сянка. Той умира през 1954 година в Еберщайнбург, близо до Баден-Баден. Погребан е на гробището Бергфридхоф в Хайделберг.
Фуртвенглер е най-известен със своите изпълнения на Бетовен, Брамс, Брукнер и Вагнер, но и като пионер по отношение на съвременната музика – представя модерни творби, като Концерта за оркестър на Бела Барток.

### Връзки с нацистката партия
Връзките на Фуртвенглер и отношението му към Адолф Хитлер и нацистката партия са много противоречиви. Когато нацистите идват на власт през 1933, Фуртвенглер е крайно критичен към тях. През 1934 година той не е допуснат да дирижира на премиерата на операта „Матис художникът“ на Паул Хиндемит и в знак на протест, си подава оставката като диригент в Берлинската филхармония. През 1936 година, когато той става крайно недоволен от режима, има свидетелства за това, че е имал идеята да последва Ерих Клайбер в изгнаничество, когато му е било предложен поста на главен диригент на Нюйоркския филхармоничен оркестър, където е щял да наследи Артуро Тосканини. Биографът на Тосканини пише, че Тосканини предложил и препоръчал Фуртвенглер за поста, един от малкото пъти, в които Тосканини изобщо е изразил симпатии и признание за колега диригент. Имало е реална възможност Фуртвенглер да приеме поста, но в съобщение в берлинския клон на Асошиейтед Прес, вероятно поръчано от Херман Гьоринг, се казва, че той желае да се върне на своя пост в Берлинската филхармония. Това предизвиква отрицателни реакции в Ню Йорк, където го възприемат като поддръжник на нацисткия режим. Фуртвенглер отказва предложения и от други места, от някои това е интерпретирано като нежелание на Фуртвенглер да отстъпи поста си на младия Караян.
Все пак Фуртвенглер никога не става член на нацистката партия и както композитора Рихард Щраус не е бил одобряван от нацистите. Фуртвенглер винаги е отказвал да дава нацистки поздрав – има късометражен филм, показващ как Фуртвенглер се здрависва с ръководителя на нацистката пропаганда Гьобелс и след това да се обръща и да се бърше с кърпичка.
Въпреки всичко това Фуртвенглер е бил относително добре третиран от нацистите, той е имал добър профил и е бил смятан за важна културна фигура. Неговите концерти са били често пускани на германските войници, за да повишат техния морал. Той обаче е бил ограничаван в това какво може да представя, от властите. После той казва, че се опитвал да запази германската култура от нацистите, известно е, че е помогнал на еврейски музиканти да избягат от Третия райх.
Алберт Шпеер твърди, че през декември 1944 година Фуртвенглер е питал дали Германия има някакви шансове да спечели войната, а Шпеер отрекъл това и посъветвал диригента да избяга в Швейцария, заради възможното наказание, което ще последва от нацистите. Фуртвенглер в действителност избягва в Швейцария, но малко след като дирижира във Виена с Виенската филхармония на 28 януари 1945 година. На този концерт той изпълнява Втора симфония на Брамс. Записът на концерта се смята за един от неговите най-добри. След 2 години Фуртвенглер за пръв път дирижира и Берлинската филхармония след войната – през май 1947 година, с програма от Бетовен.
На денацификационния процес Фуртвенглер е бил обвинен, че е поддържал нацистите с оставането си в Германия и че е изпълнявал нацистки партийни функции, както и за правенето на антисемитски забележки към наполовина еврейския диригент Виктор де Сабата, но бива накрая оправдан по всички обвинения.
В заключителните си забележки на денацификационния процес Фуртвенглер казва:
| „ | Аз знаех, че Германия е в ужасна криза, аз усещах, че съм отговорен за немската музика и моята задача беше да оцелея в тази криза, доколкото мога. Безпокойството, че моето изкуство е било употребявано неправилно за пропаганда, трябваше да отстъпи пред по-голямото безпокойство, че немската музика трябва да бъде запазена, че музиката трябва да бъде давана на немския народ от неговите собствени музиканти. Тези хора, сънародниците на Бах и Бетовен, на Моцарт и Шуберт, все пак е трябвало да живеят под контрола на режим, обсесиран с една тотална война. Никой, който не е живял тук в тези дни, не може да съди как всъщност бяха нещата. Как може Томас Ман наистина да вярва, че в „Германия на Химлер“, човек не е трябвало да бъде допускан да свири Бетовен? Не може ли той да разбере, че хората никога не са се нуждаели повече, никога така не копнееха да чуят Бетовен и неговото послание за свобода и човешка любов, тогава, когато бяха принудени да живеят под терора на Химлер? Аз не съжалявам, че останах с тях. | “ |

Сър Йехуди Менухин е сред малкото хора от еврейската музикална общност и САЩ, които са имали позитивен поглед към Фуртвенглер. През 1933 година той отказва да свири с него, но в края на 1940 година след персонално разследване относно Фуртвенглер, той става негов поддръжник и изпълнява и записва с него.
Британският сценарист Роналд Харууд пише пиесата „Извънредни мерки“ (Taking Sides, 1995), която се развива през 1946 г. в окупирания Берлин. В нея се тематизират американските обвинения към Фуртвенглер и че той е служил на нацисткия режим. През 2001 година пиесата е направена на филм.

## Музикален стил
Фуртвенглер е имал уникална техника за дирижиране, той гледал на симфоничната музика като на творение на природата, което единствено може да бъде разбрано субективно, чрез звука. Ето защо композитори като Бетовен, Брамс и Брукнер са така централни за репертоара на Фуртвенглер, тъй като той ги идентифицира с големите сили на природата. Той не е харесвал подхода на Тосканини към германския репертоар. Фуртвенглер веднъж излязъл от концерт на Тосканини, наричайки го „просто един разбивач на време!“ Самият Фуртвенглер не е имал силно изразен ритъм, както може да се види от видеозаписите, които го показват да прави неумели, непохватни движения, като медиум в транс. Това е така, защото той е желаел времето да бъде определяно от самите свирещи, като в камерната музика. Неговите движения имали малко връзка с ритъма на музиката, той като цяло държи палката до тялото, а с лявата ръка дава израз на музикалната фраза. На моменти той силно разтърсва палката.
Независимо или може би дори именно, заради този негов странен стил, музикантите са били хипнотизирани от неговото диригентство.
Невайл Кардус пише за „Манчестер Гардиан“ през 1954 година за стила на Фуртвенглер:
| „ | Той не се интересува от напечатаните ноти върху линиите, като окончателно и категорично изложение, но по-скоро като множество символи на една въображаема концепция, винаги променящи се и винаги възприемани и реализирани субективно... | “ |

Много анализатори и критици го смятат за един от най-големите диригенти в историята.
В наши дни записите на Фуртвенглер на Бетовен, Брукнер и Вагнер остават важни отправни точки.